# باب زويلة (القاهرة)
باب زويلة أو بوابة المتولي هو أحد أبواب «القاهرة القديمة» في العاصمة المصرية القاهرة. يشتهر هذا الباب أو البوابة بكونه البوابة التي عُلّق تحتها رؤوس رسل هولاكو قائد التتار حينما أتوا مهددين لمصر مما أدي في نهاية المطاف إلى دحر المغول ونشوء دولة المماليك، وأعدم عليه أيضاً آخر السلاطين المماليك، طومان باي، بعد دخول السلطان العثماني سليم الأول لمصر وضمها للدولة العثمانية، إيذانا بنهاية دولة المماليك.
تم إنشاء الباب في العام 485 هجرية (1092 ميلادي)، ويتكون من كتلة بنائية ضخمة عمقها25 مترا وعرضها25.72 متر وارتفاعها 24 مترا عن مستوى الشارع.
يتكون الباب من برجين مستديرين يبرز ثلث الكتلة البنائية خارج السور ويتوسط البرجين ممر مكشوف يؤدي الي باب المدخل ويرتفع البرجان الي ثلثي الارتفاع في بناء مصمت ويأتي في الثلث العلوي من كل منهما حجرة دفاع يغطيها قبو طولي يتقاطع مع قبو عرضي.

## سبب التسمية
تعود التسمية «زويله» لكونه الباب الذي يؤدي بالقوافل المتجهة غربا نحو مدينة زويلة في عمق الصحراء الليبية، وأيضا يوجد قبله باب محصن بنفس الاسم "باب زويلة" في مدينة المهدية في تونس، حيث كانت مدينة زويلة في القديم على طريق مدن القوافل وأحد مراكز التجارة مع أفريقيا.
باب زويلة هو الباب الثالث الذي لا يزال يقاوم عوامل الزمن والإهمال بعد بابي القاهرة القديمة الأخريين: باب النصر وباب الفتوح، ويعتبر هذا الباب أجمل الأبواب الثلاثة وأروعها، وله برجان مقوسان عند القاعدة، وهما أشبه ببرجي باب الفتوح، ولكنهما أكثر استدارة، ويشغل باب زويلة مساحة مربعة، طول كل ضلع من أضلاعها (25 مترا) وممر باب زويلة مسقوف كله بقبة، وقد اختفت منه معظم العناصر الزخرفية.. وعندما بنى الملك المؤيد أبو النصر شيخ مسجده عام 818 هجرية، اختار مهندس الجامع برجي باب زويلة وأقام عليهما مئذنتي الجامع.. ويذكر المؤرخ الشهير (القلقشندي) الكثير عن باب زويلة، ويورد في كتابه (صبح الأعش) أبياتا من الشعر كتبها على بن محمد النيلي تتحدث عن عظمة هذا الباب، ومنها قوله:
يا صاح لو أبصرت باب زويلة
لعلمت قدر محله بنيانا
لو أن فرعونا رآه لم يرد
صرحا ولا أوصى به هامانا
ويطلق العامة على باب زويلة بوابة المتولي.. حيث كان يجلس في مدخله (متولي) تحصيل ضريبة الدخول إلى القاهرة!

## معرض صور

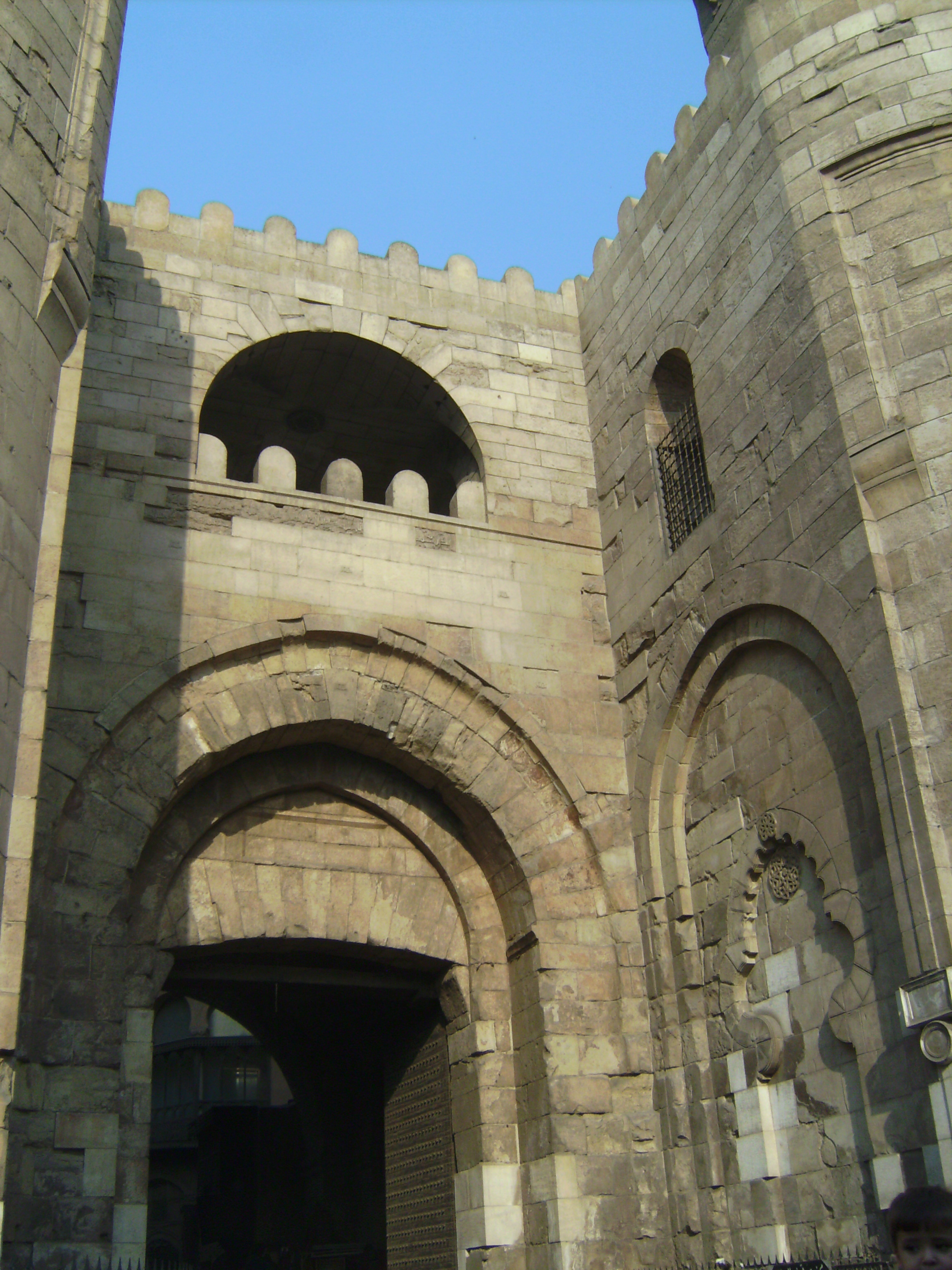
باب زويلة
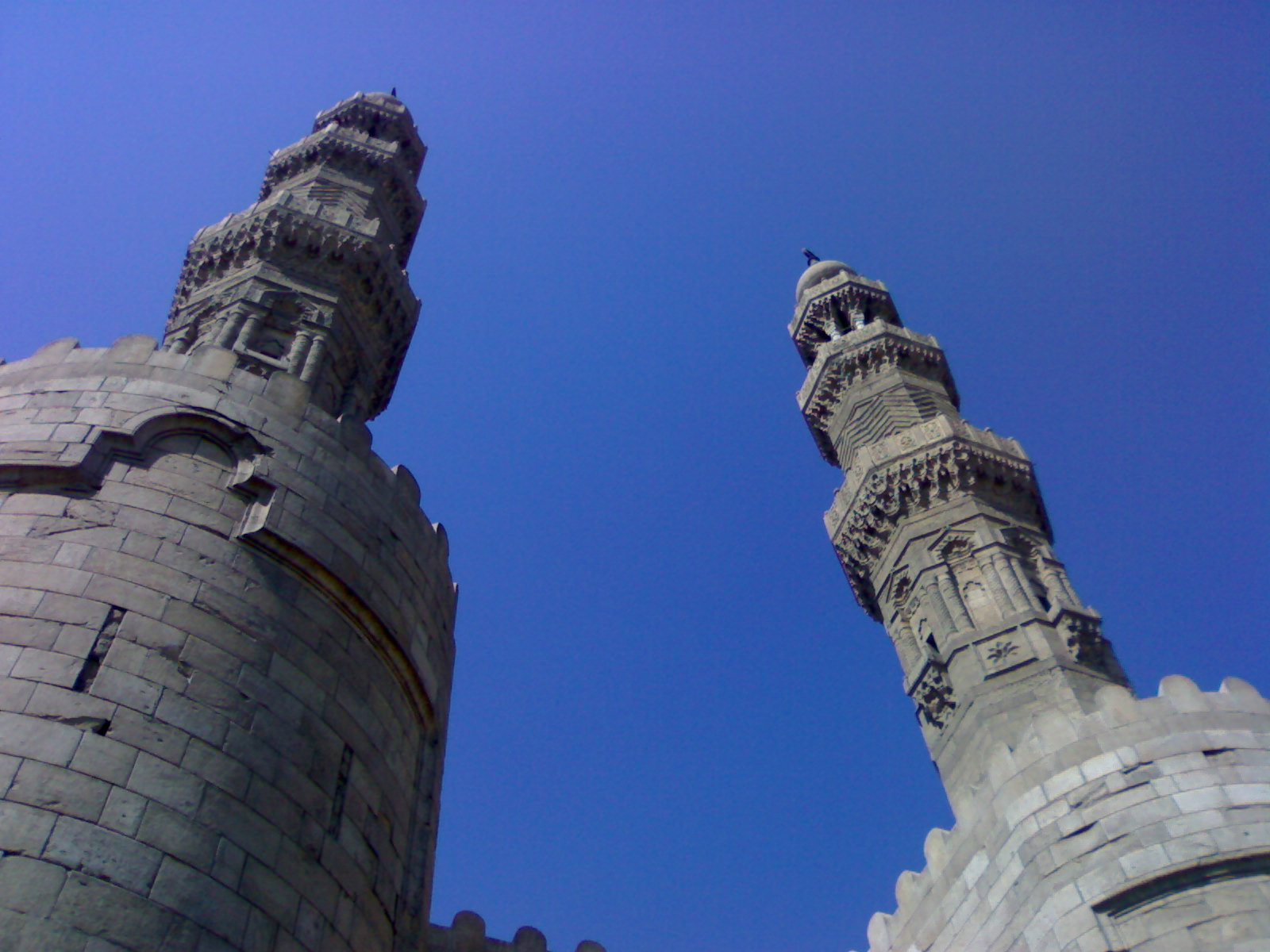
باب زويلة
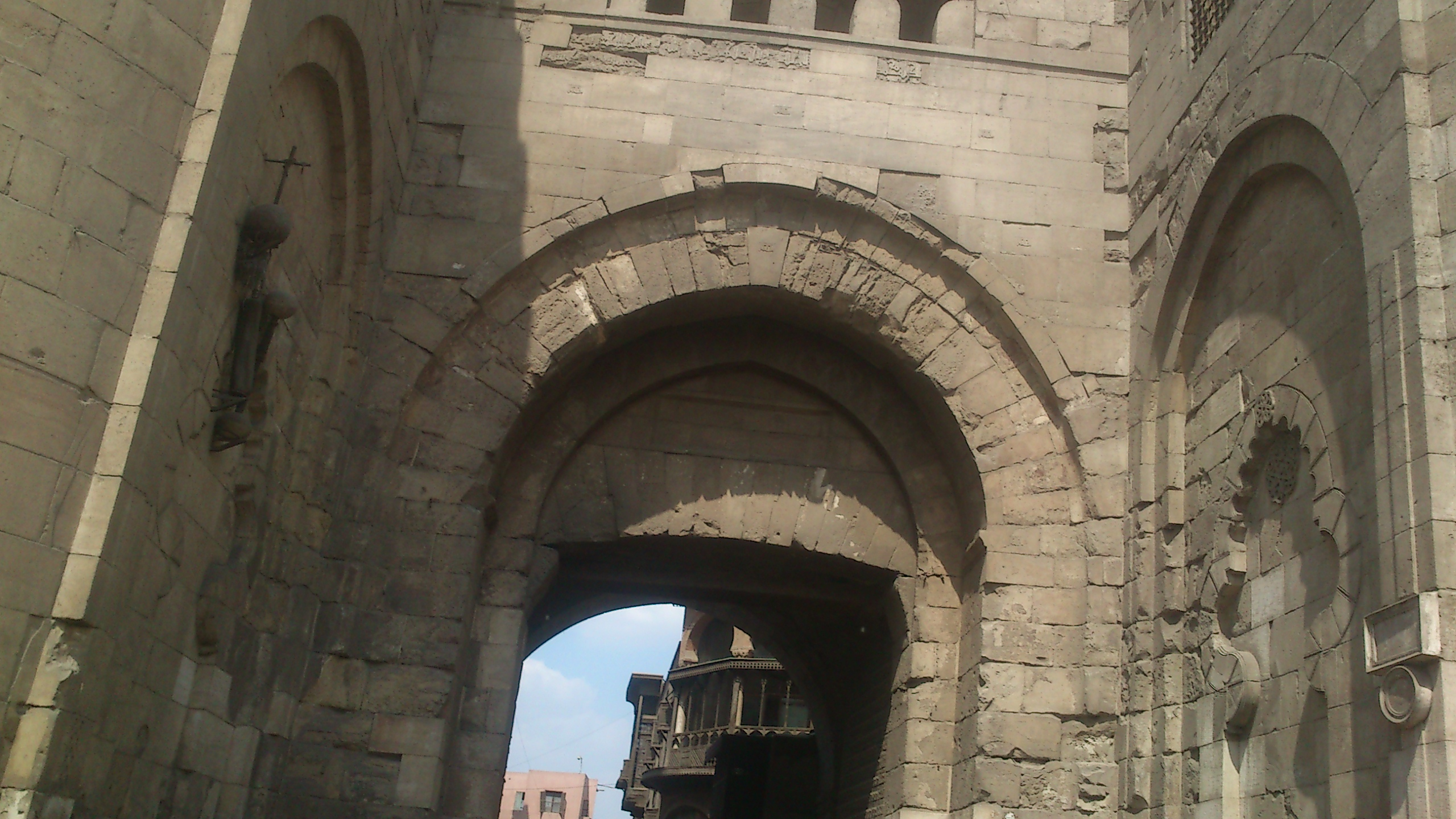
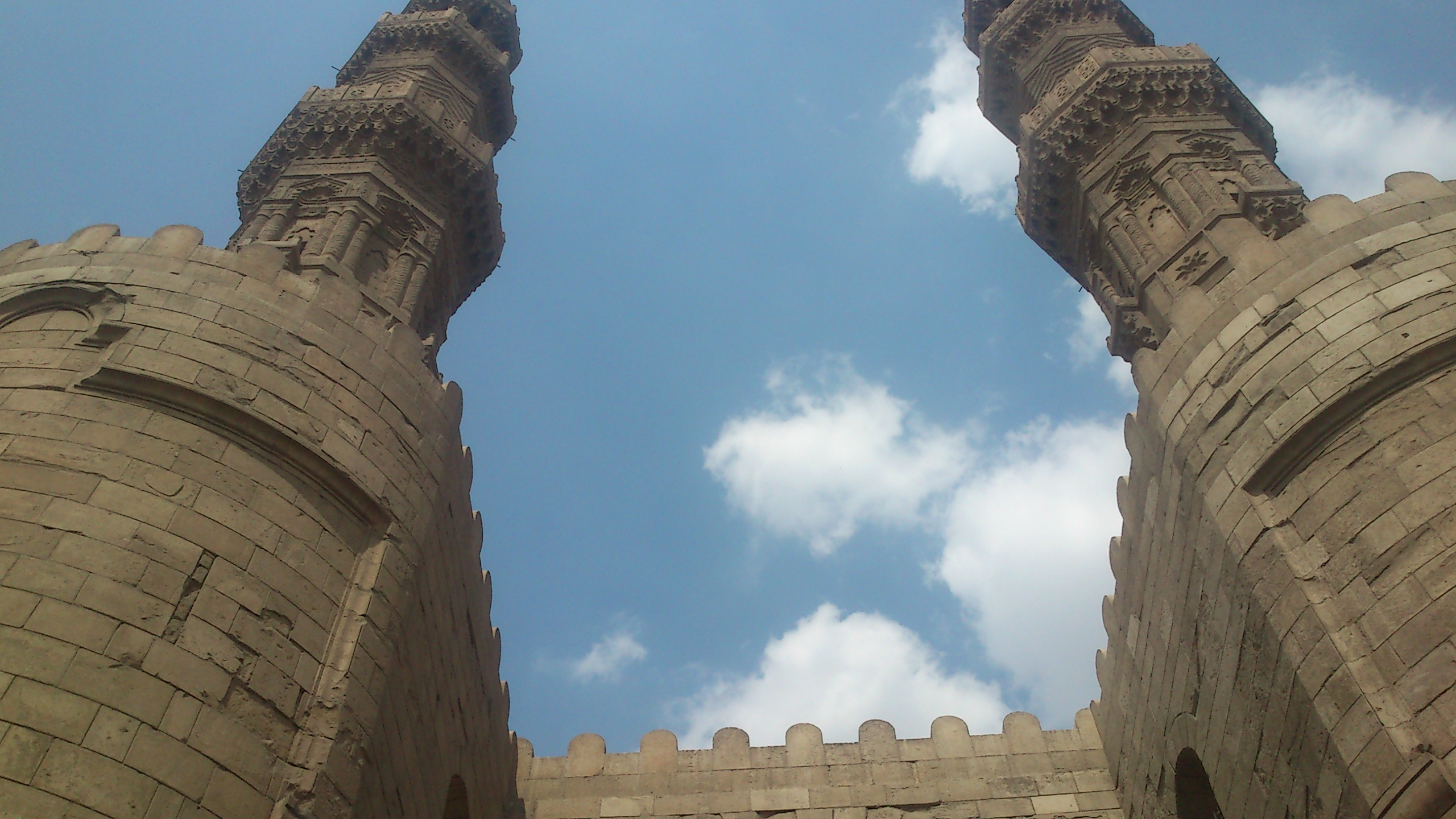
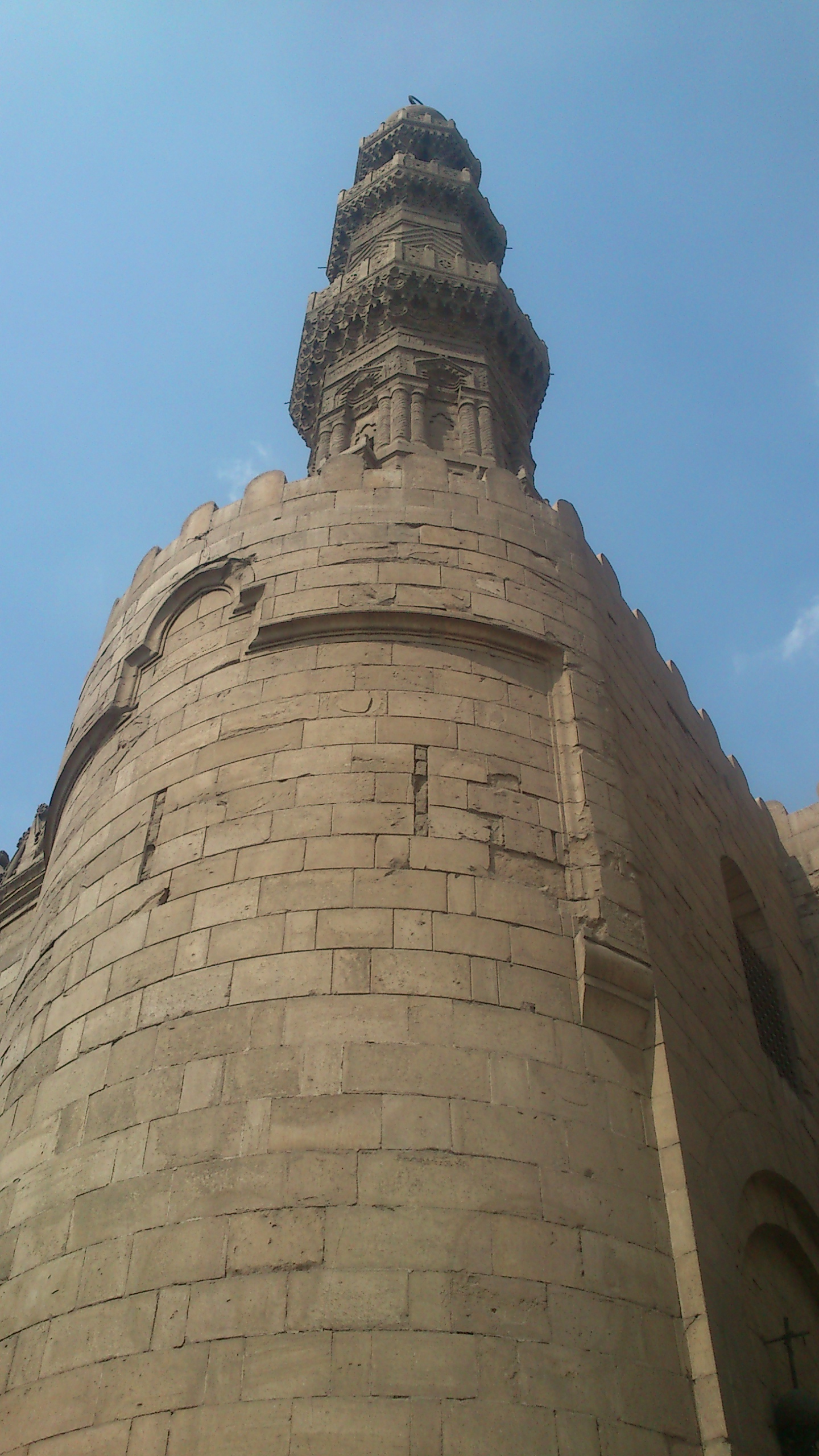
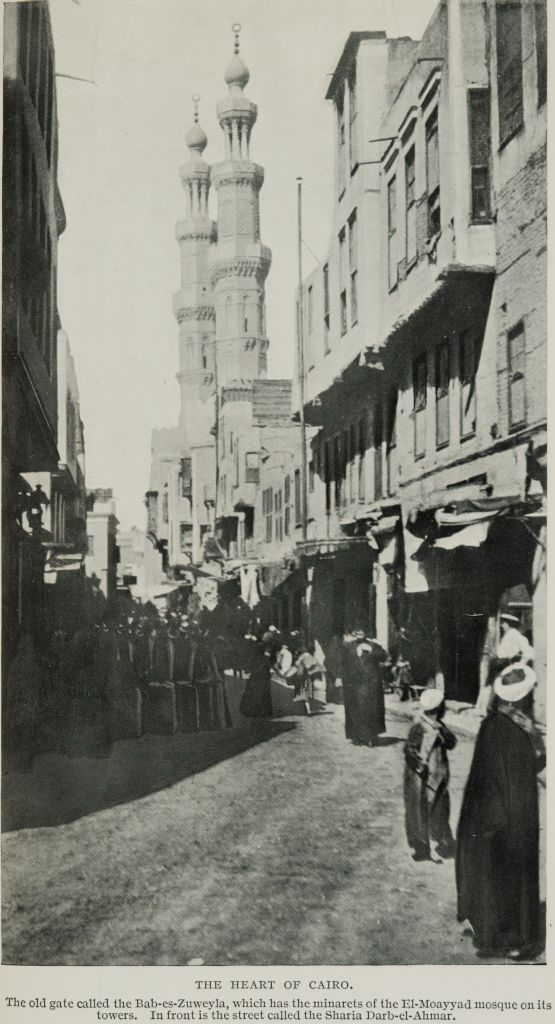
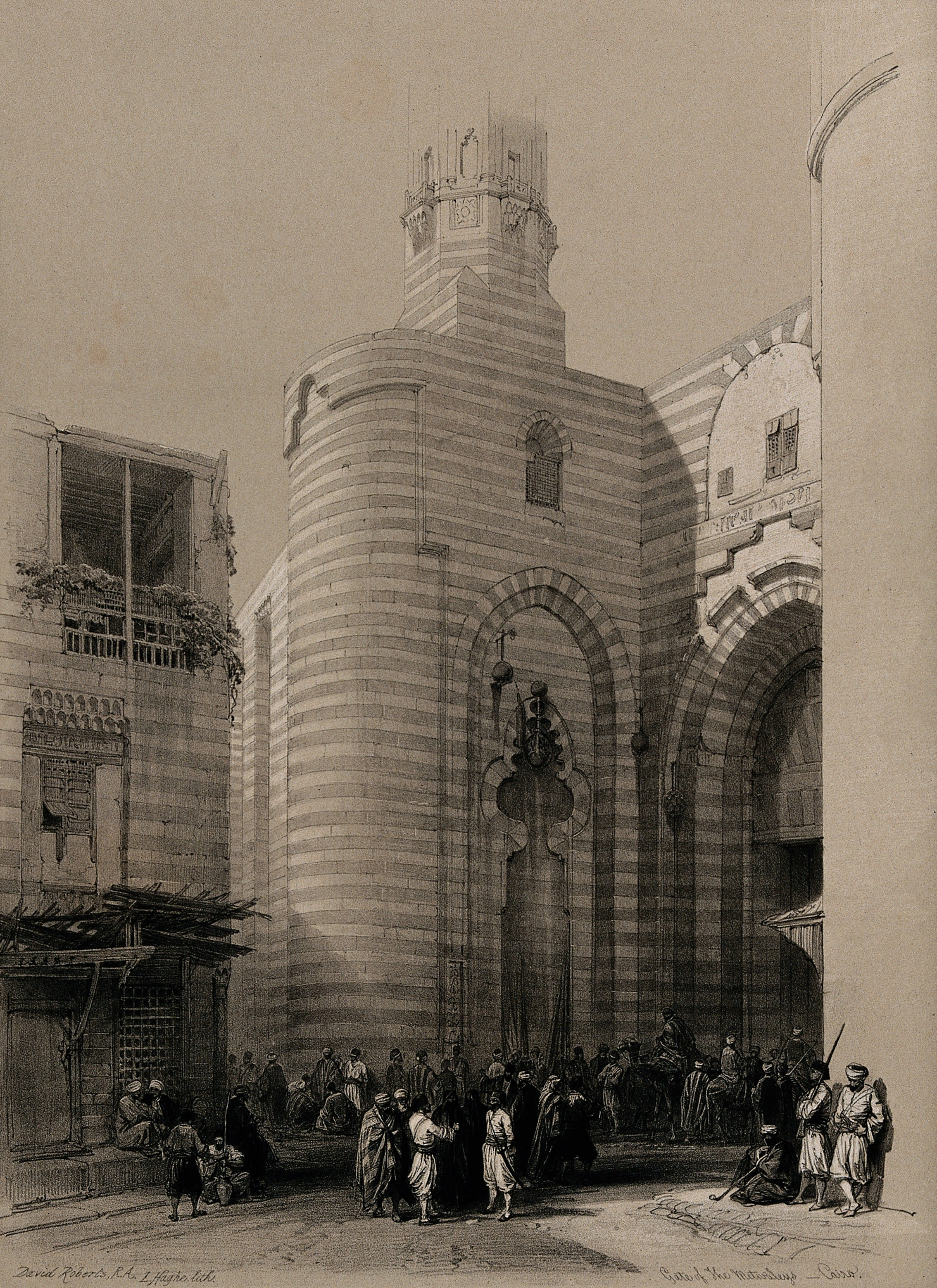
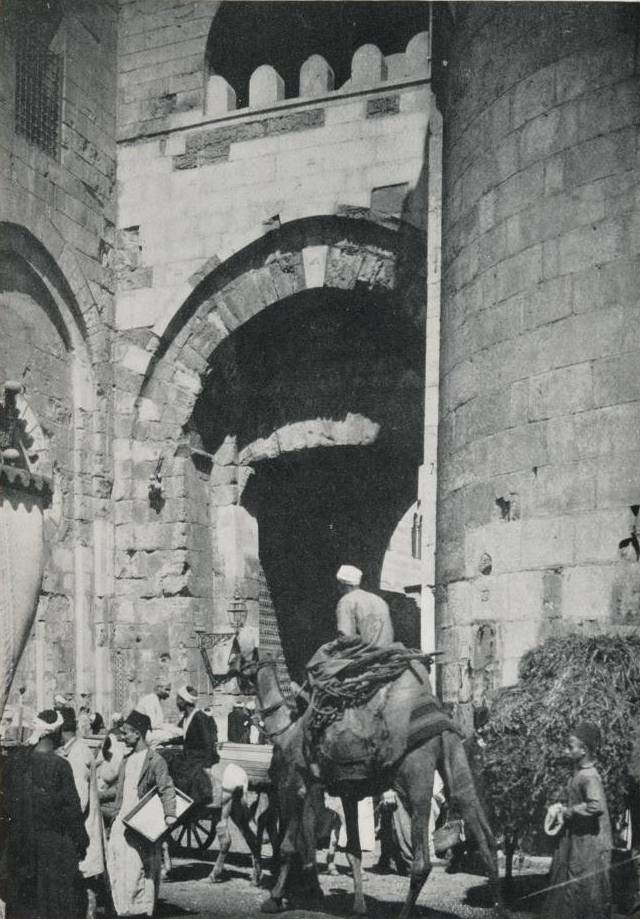
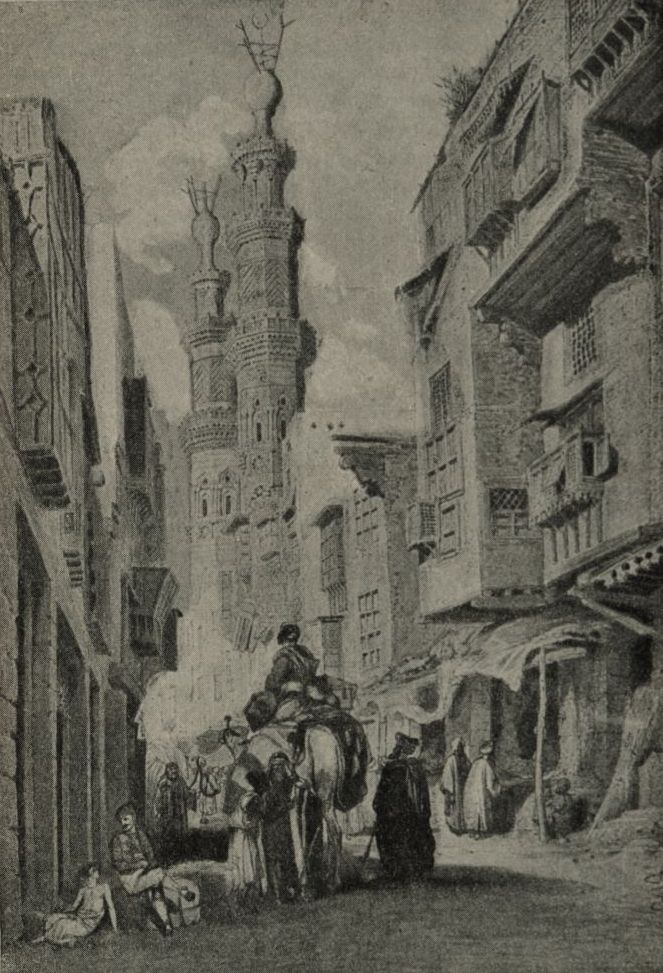
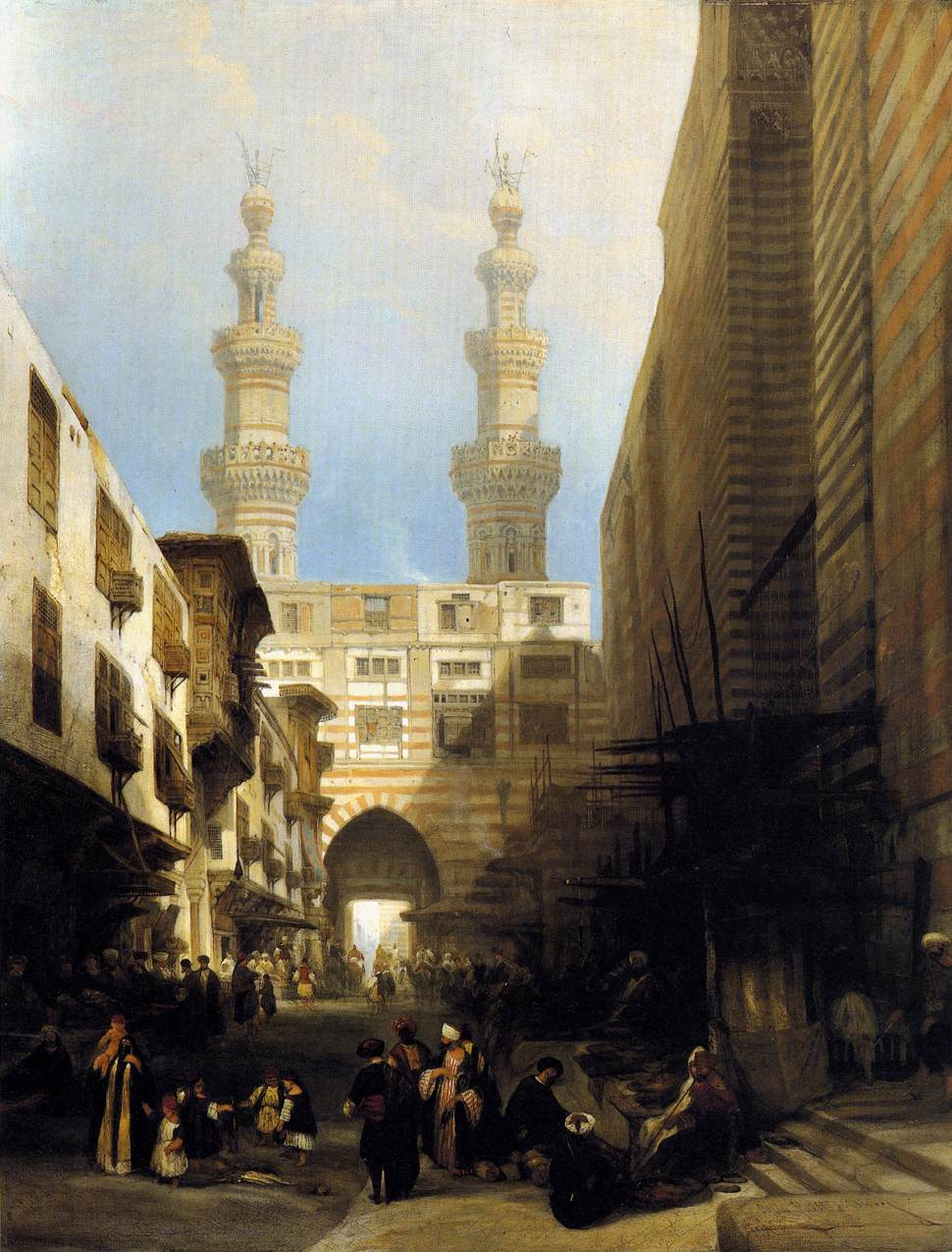
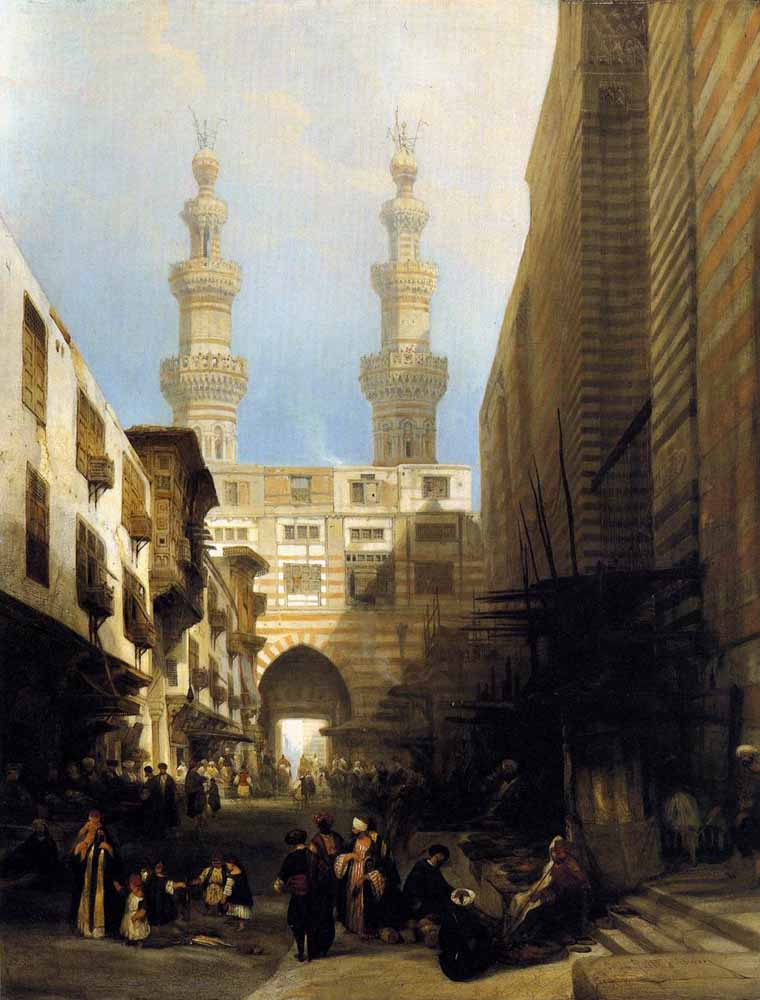
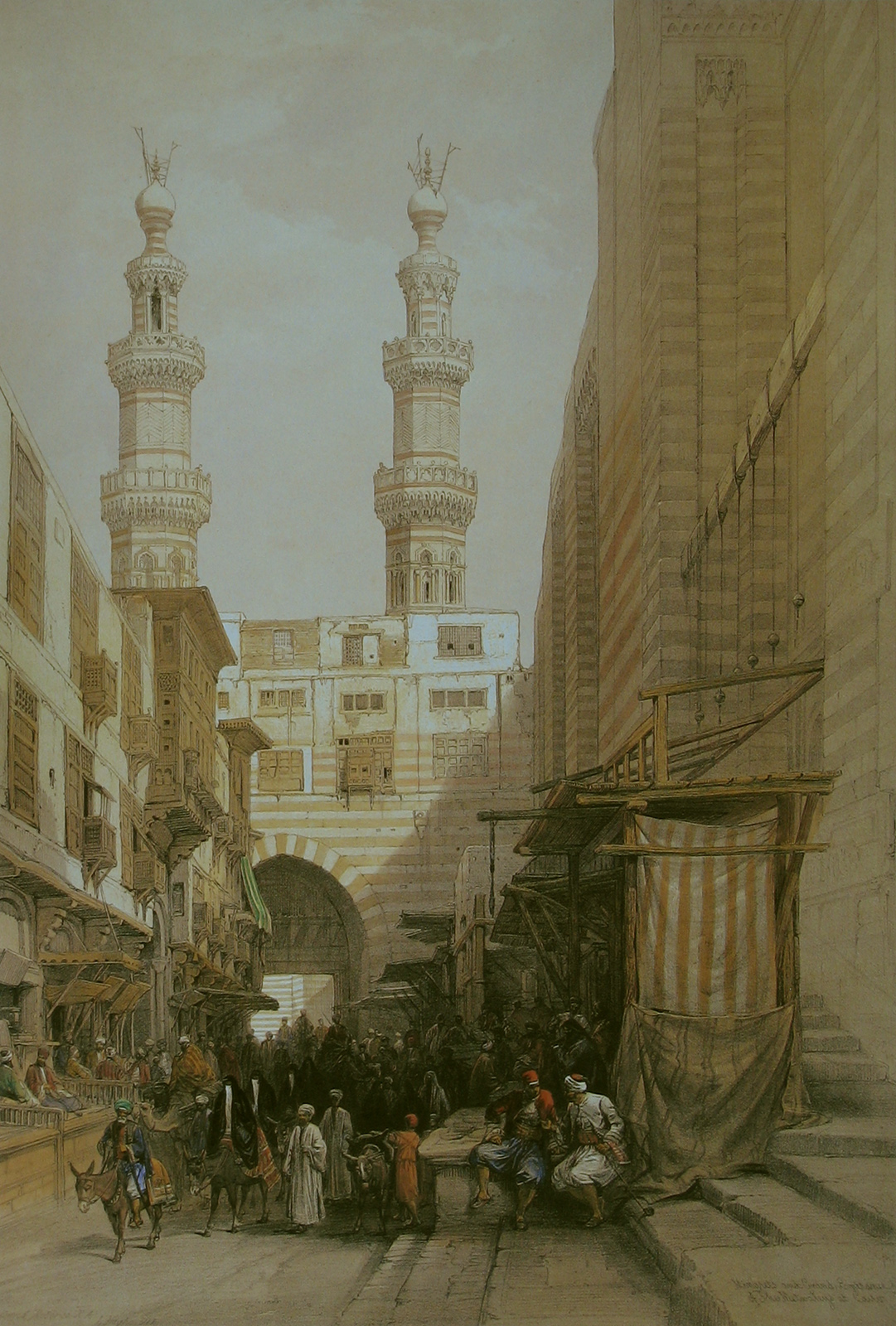
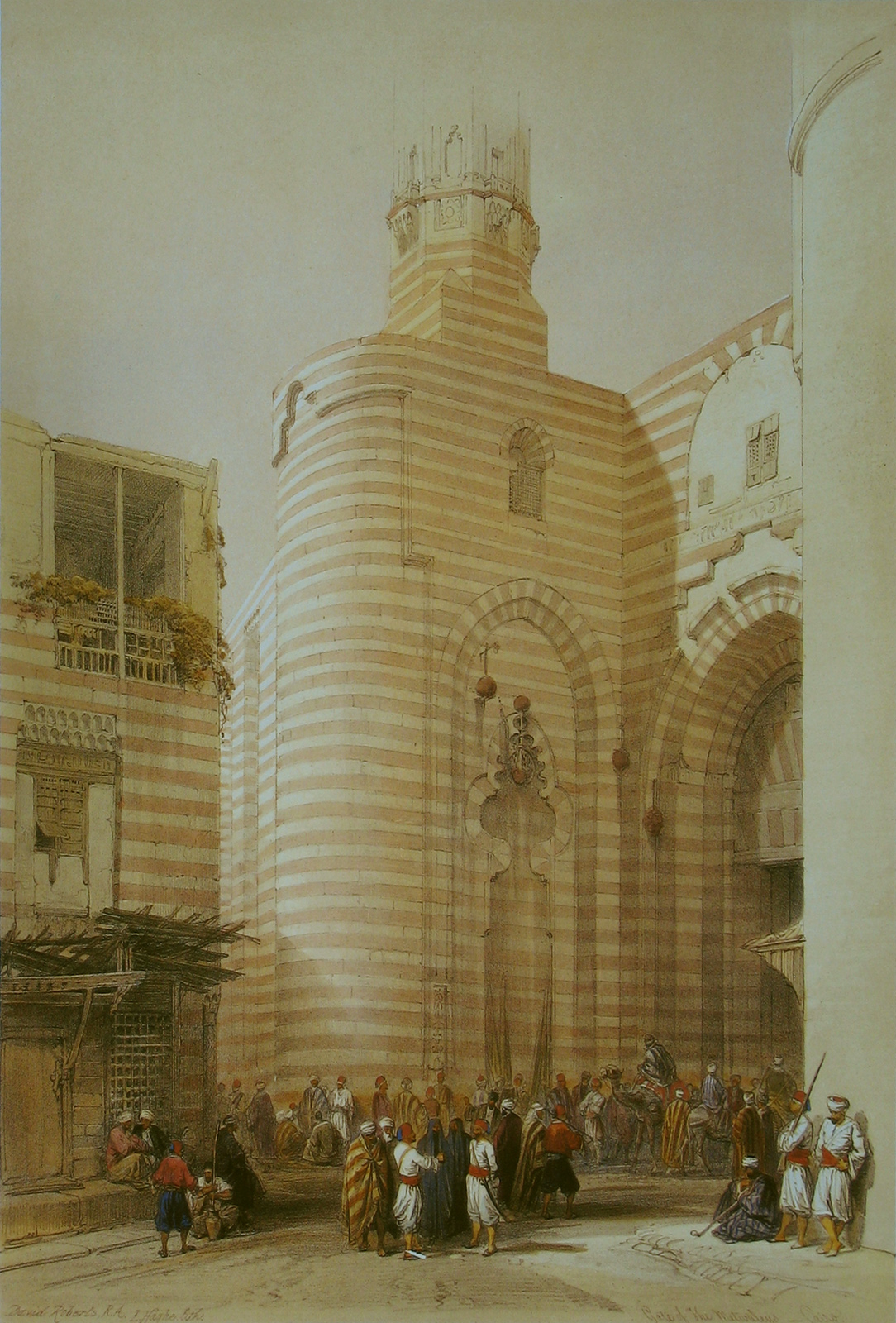
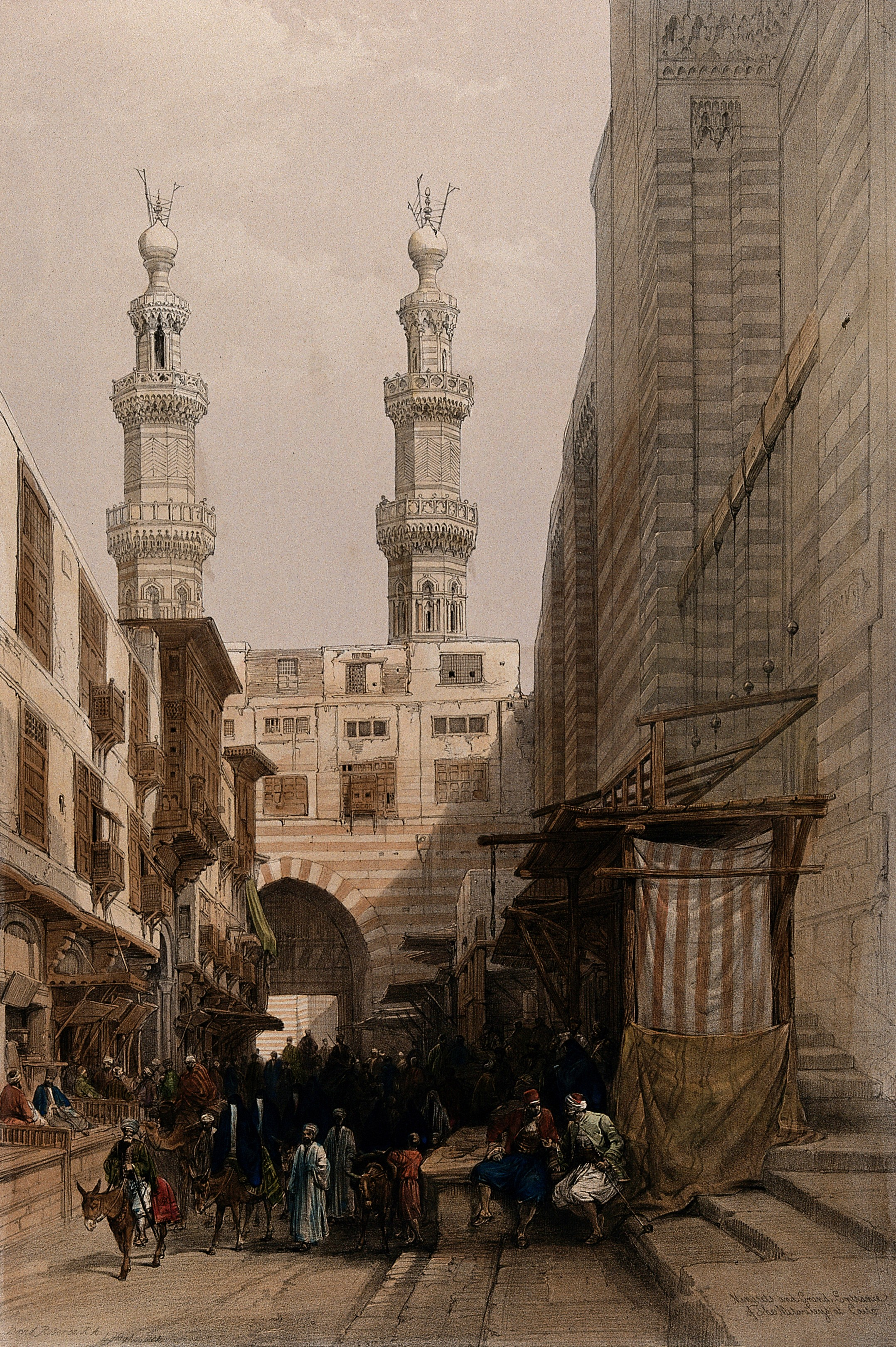
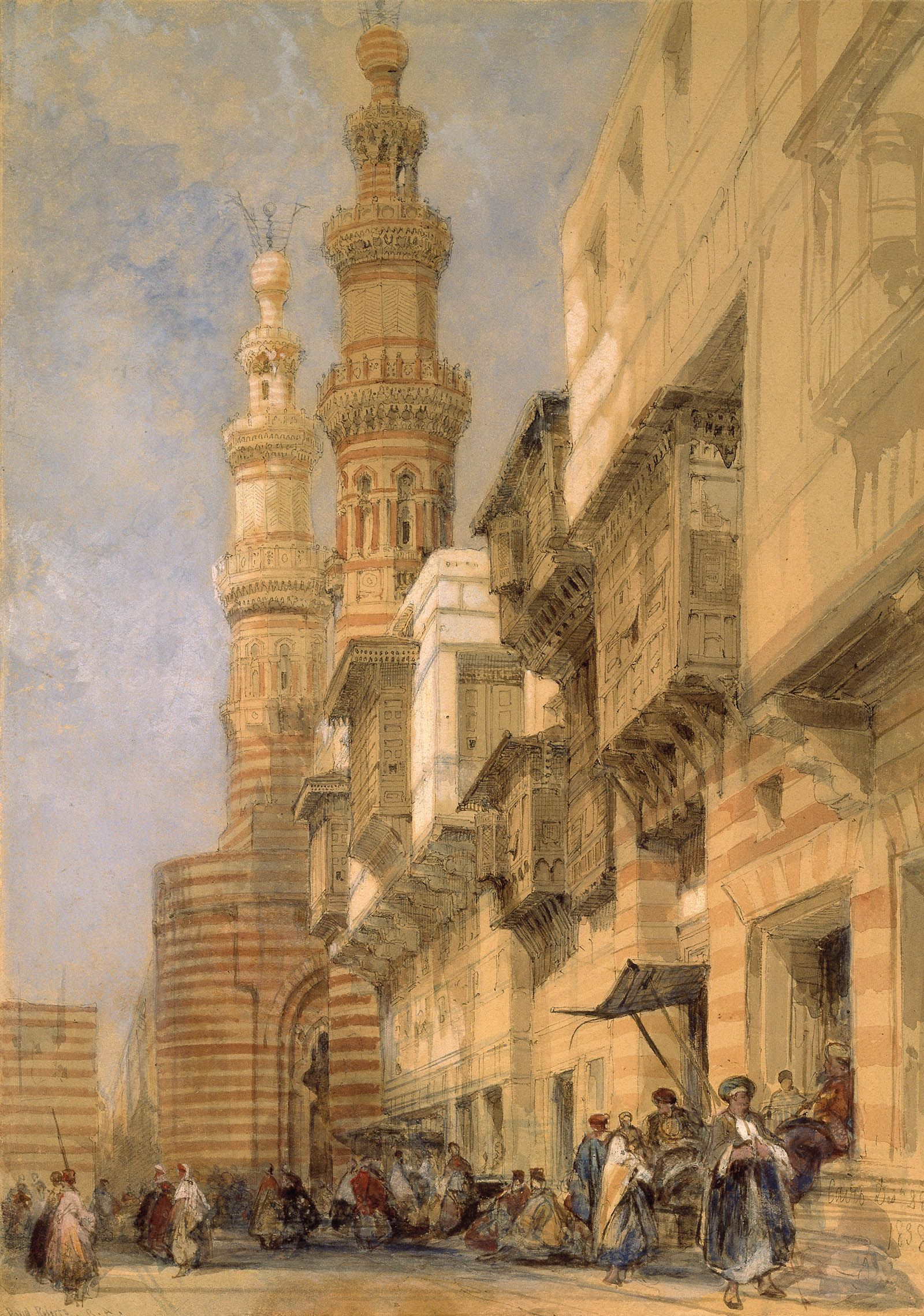
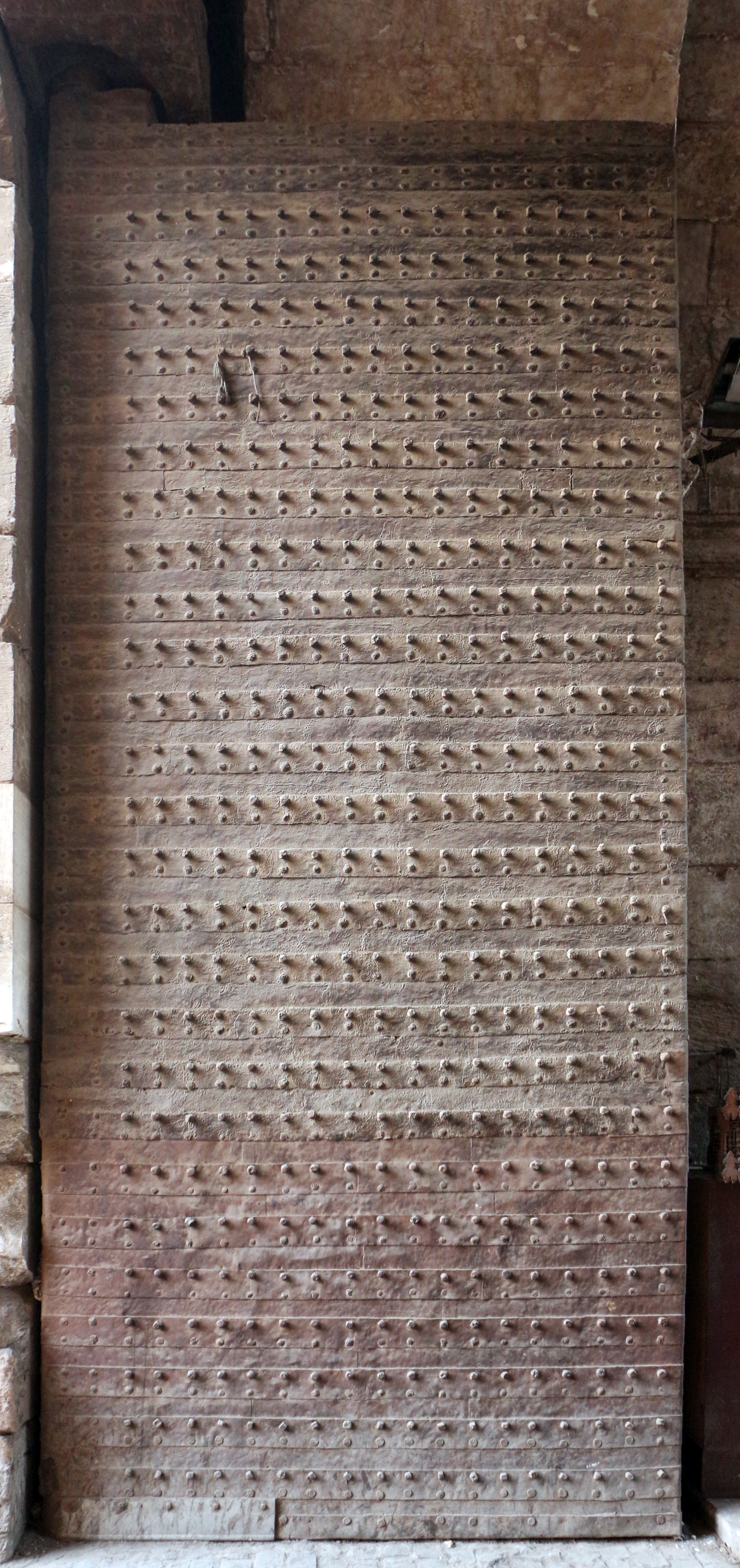
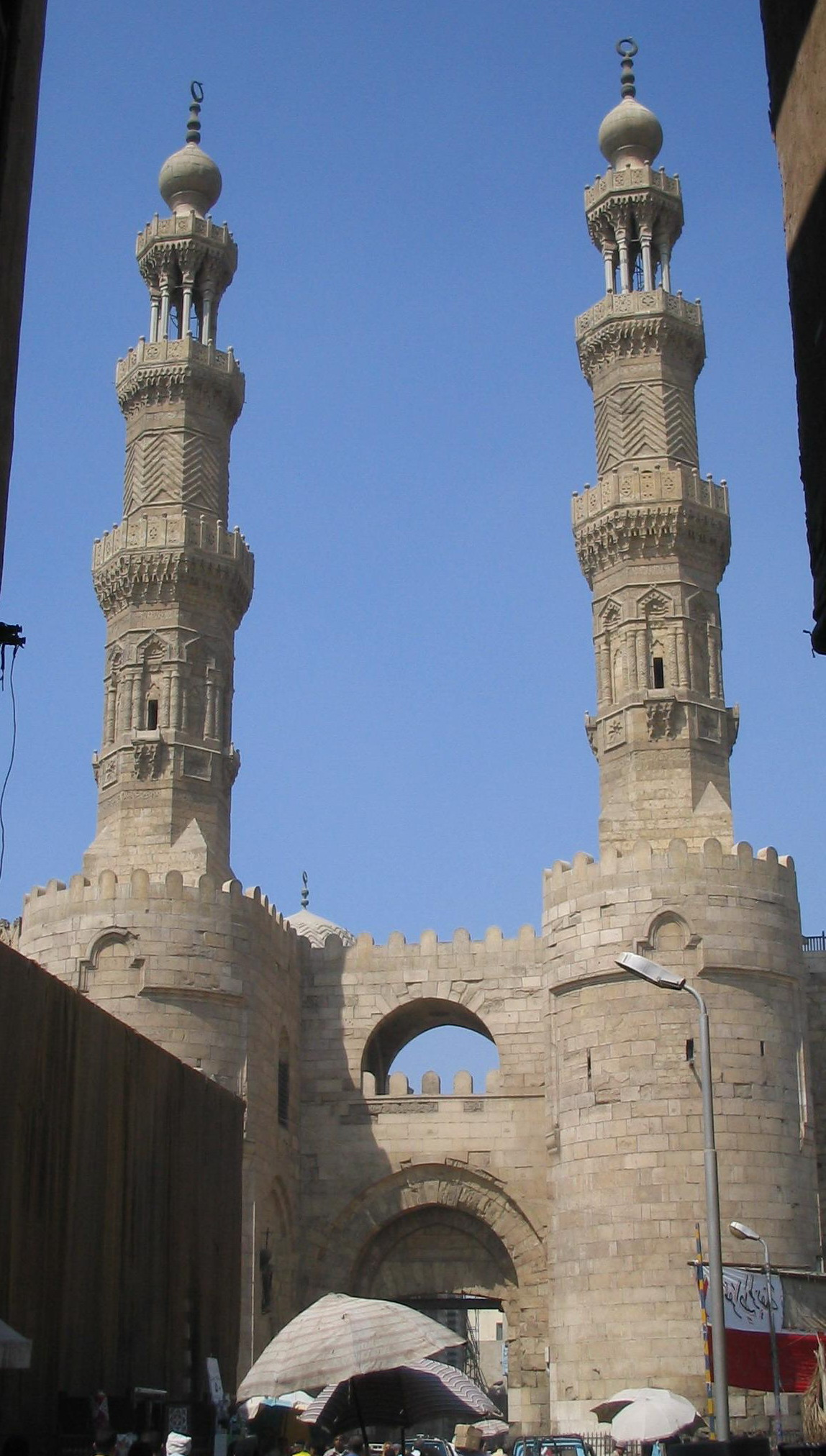
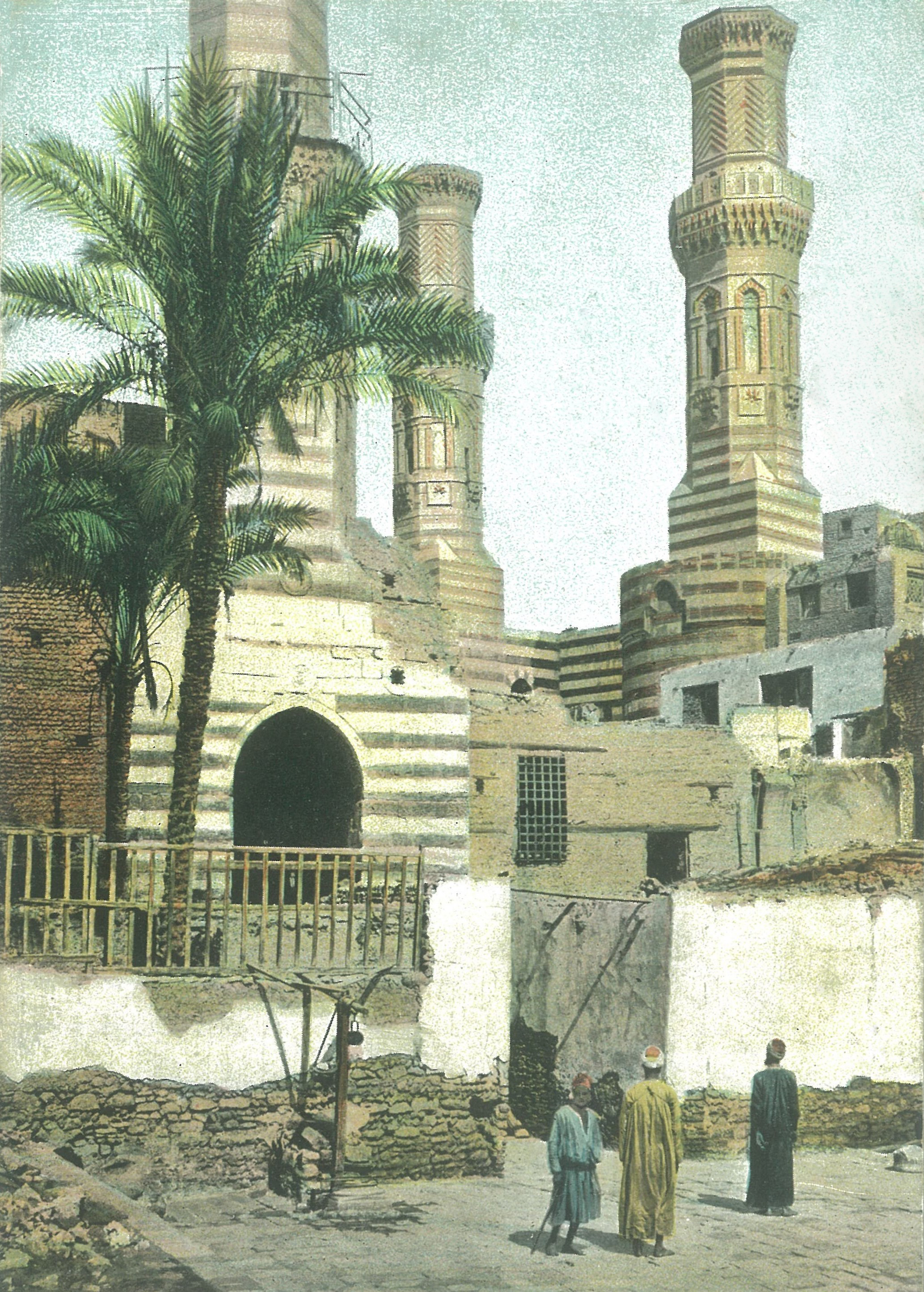
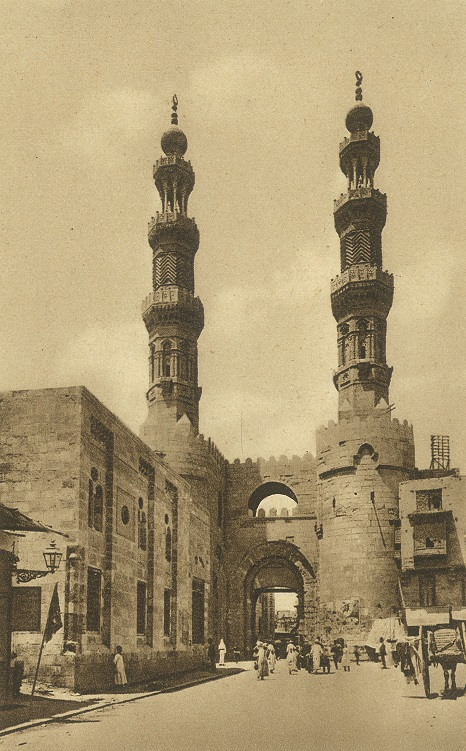
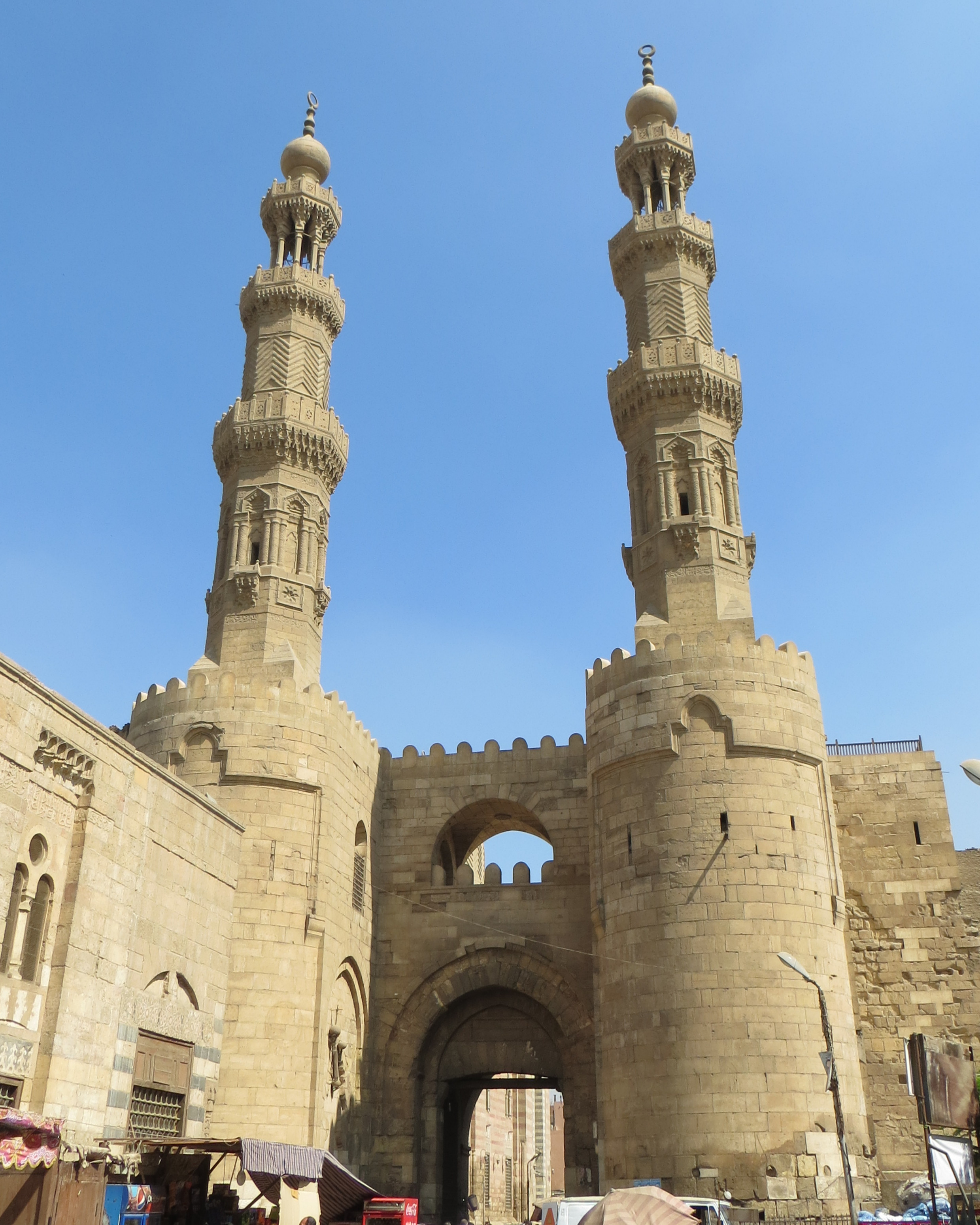
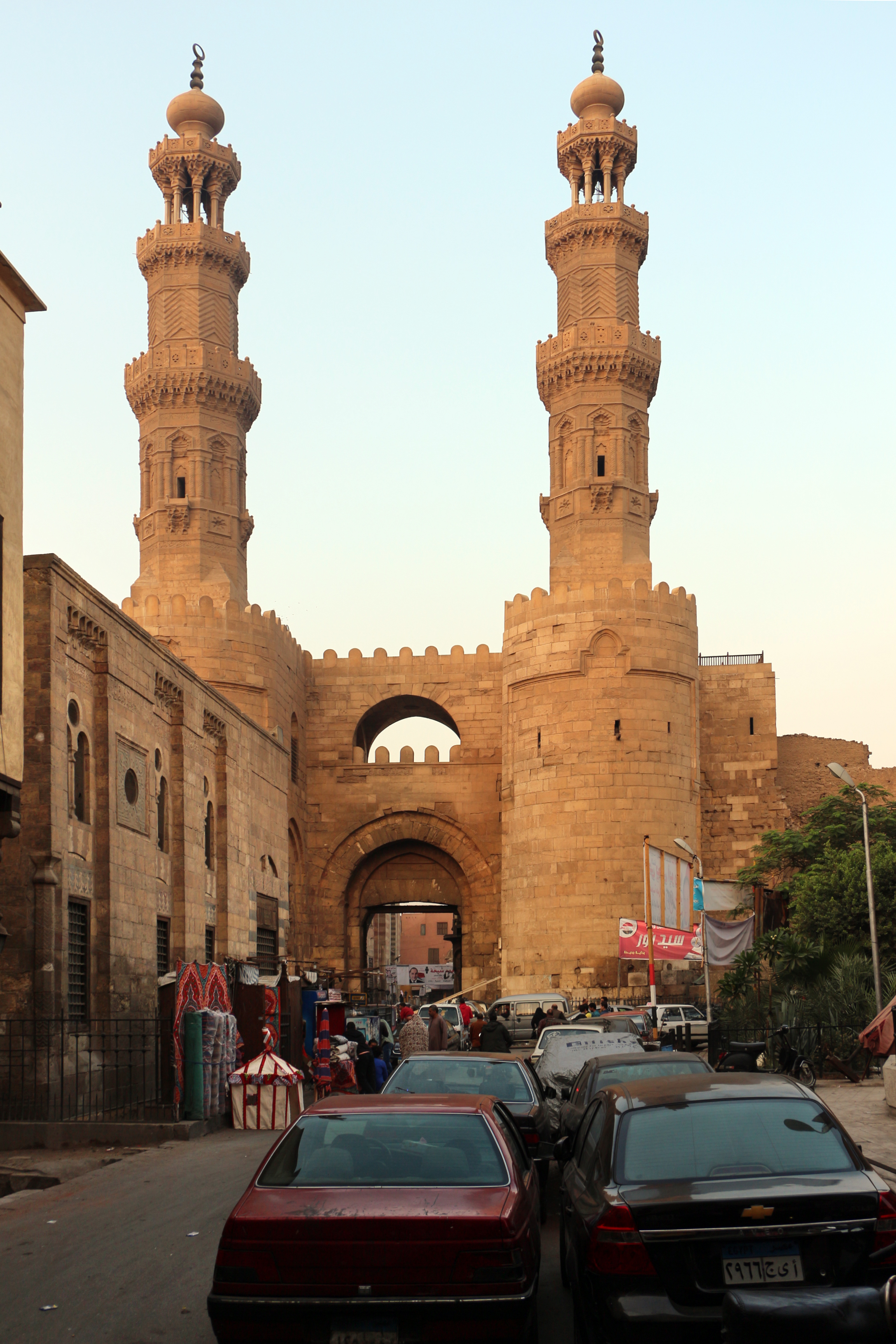
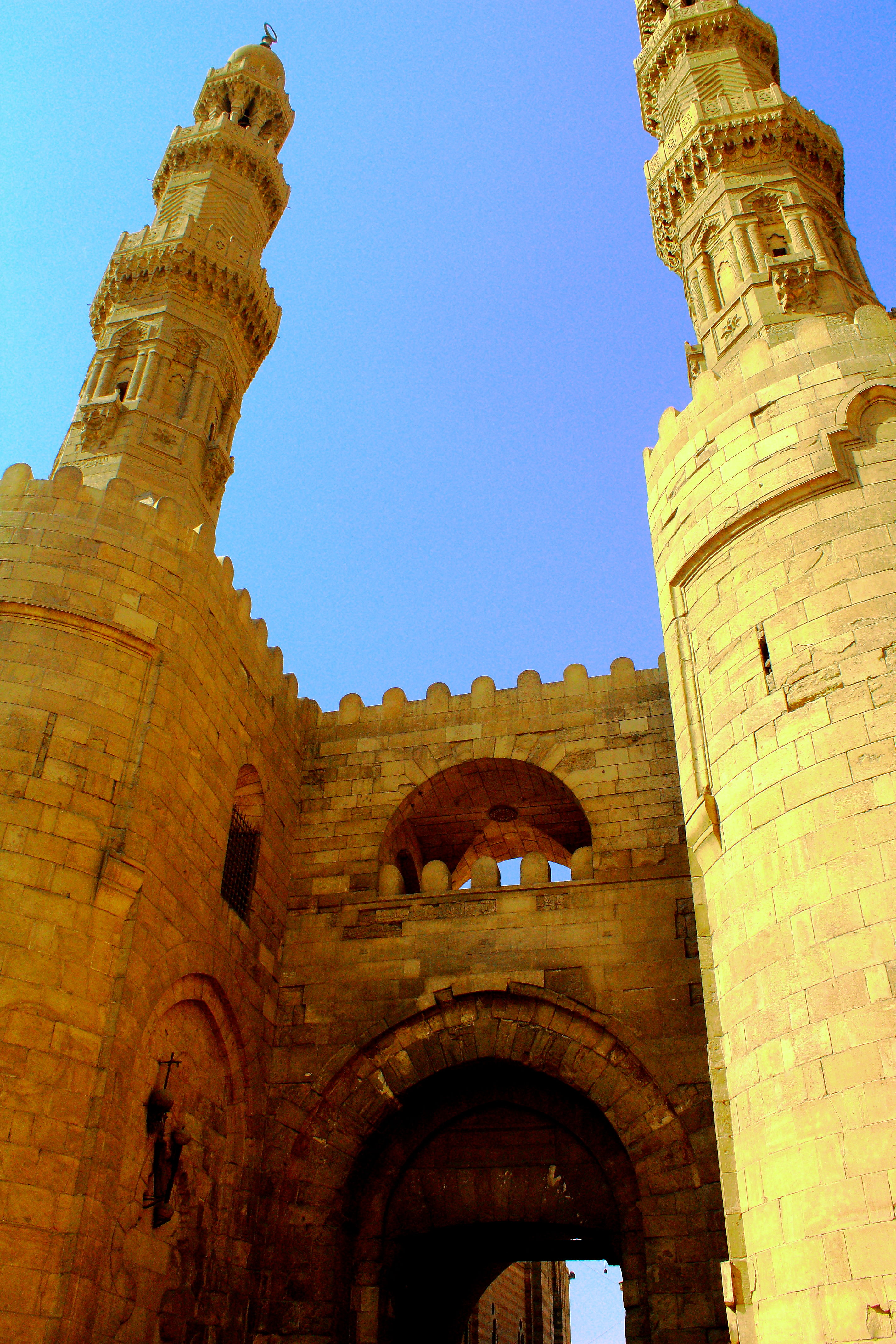
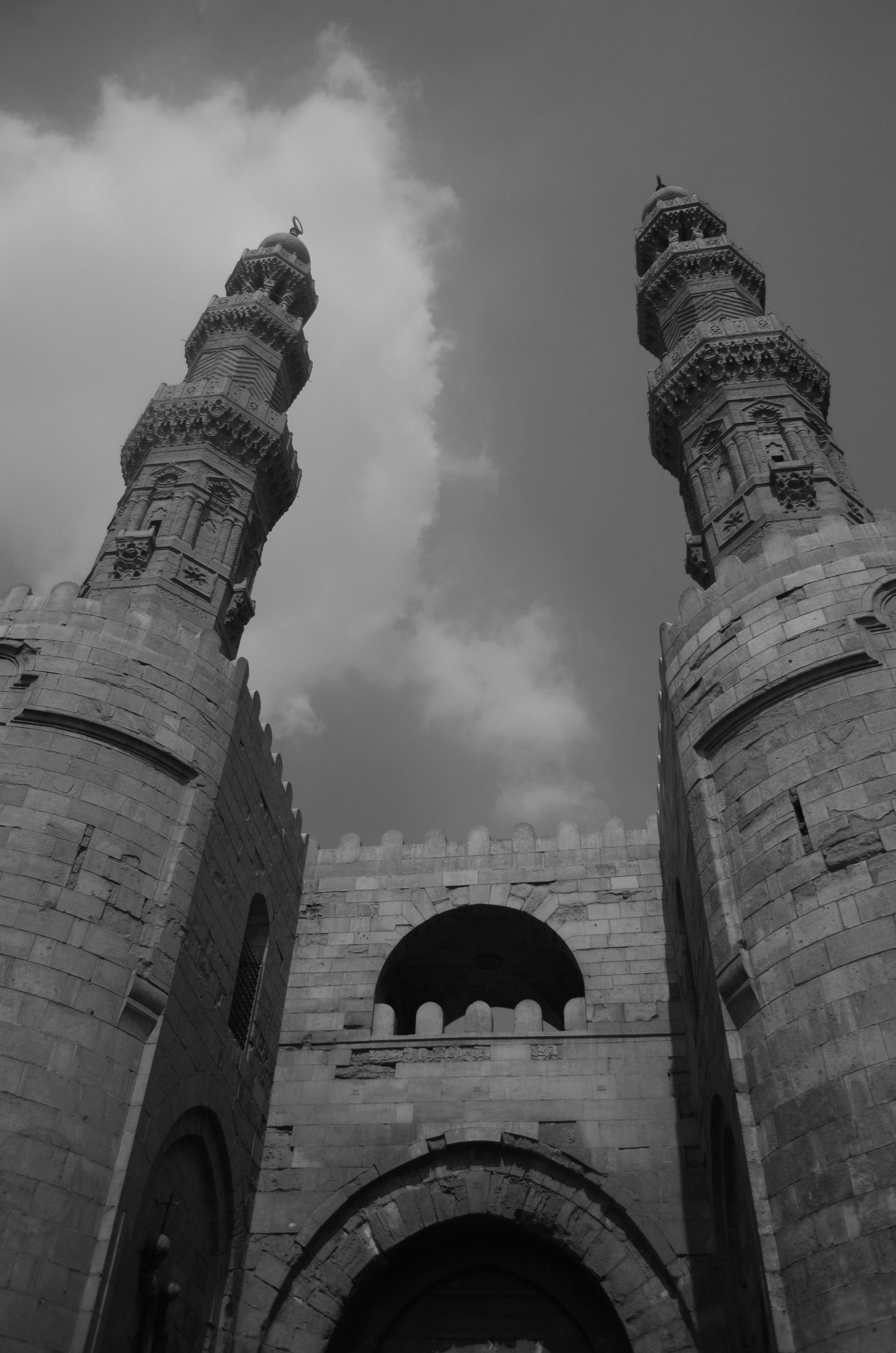
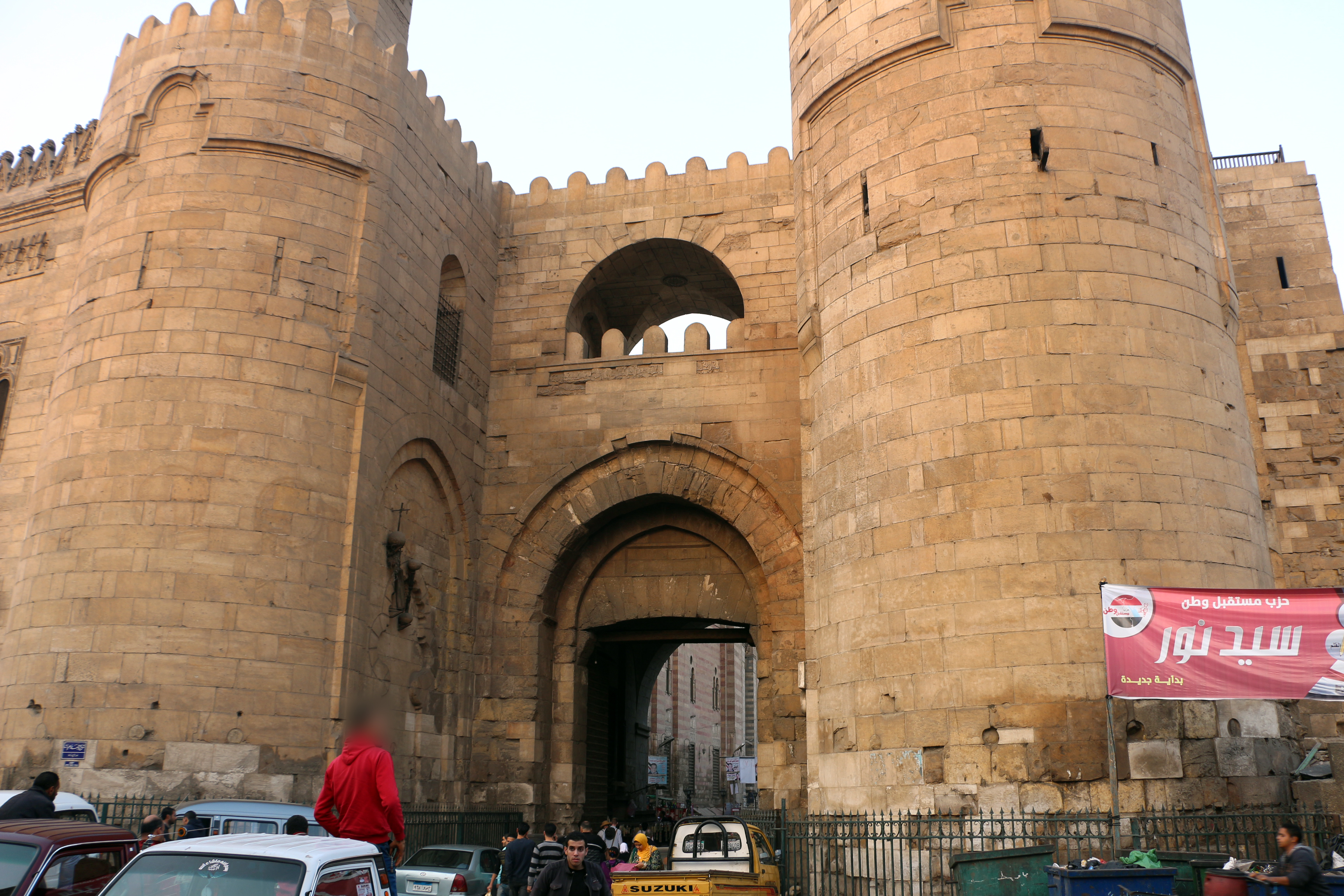